# Grammy a la gravació de l'any

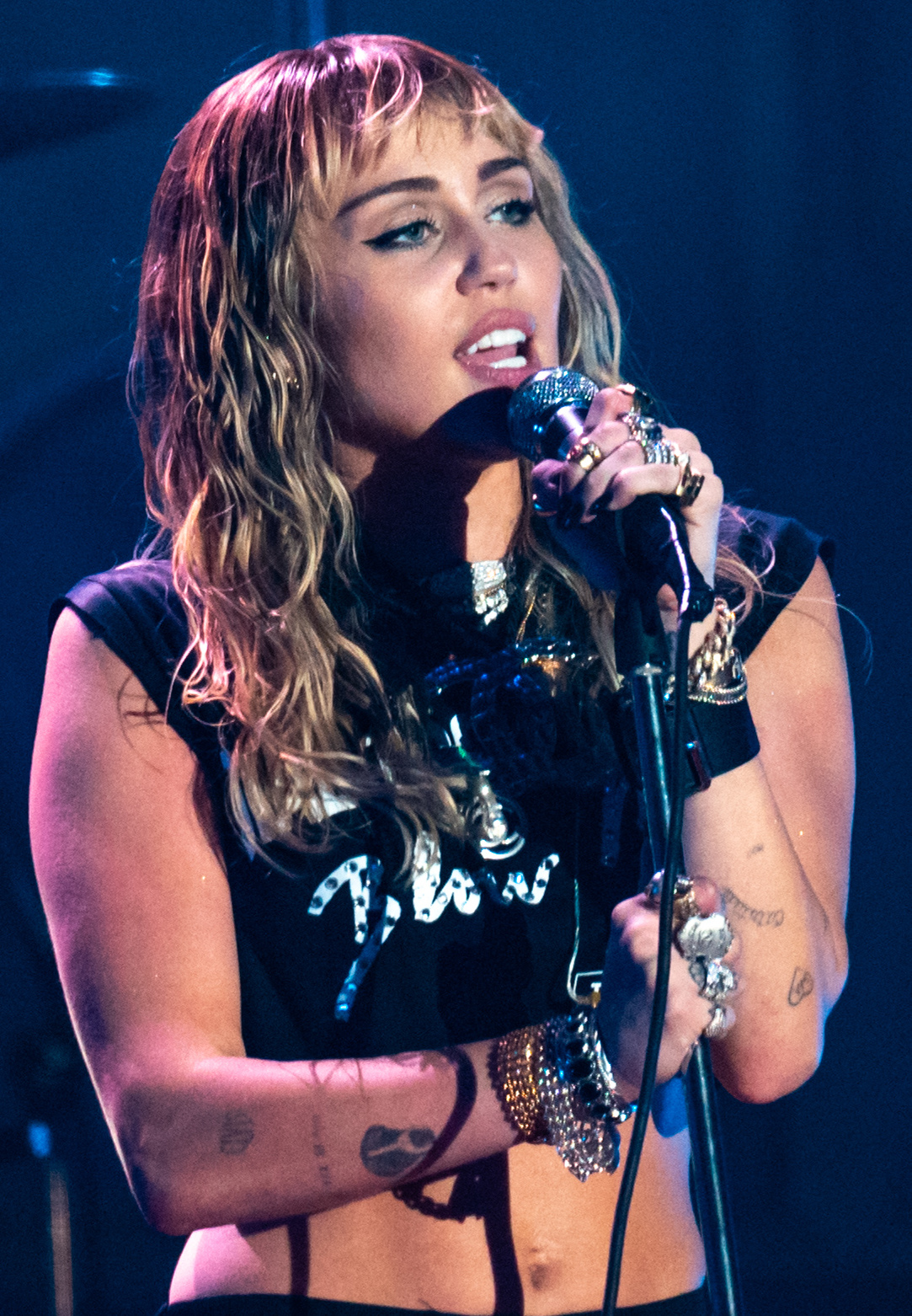
Miley Cyrus, guanyadora de l'edició de 2024.

El premi Grammy a la gravació de l'any (Grammy Award for Record of the Year) és entregat per The Recording Academy (oficialment, National Academy of Recording Arts and Sciences) dels Estats Units des de 1959, per a "honorar la consecució artística, competència tècnica i excel·lència general en la indústria discogràfica, sense tenir en consideració les vendes d'àlbums o posició a les llistes".
Es tracta d'una de les quatre categories més prestigioses dels premis (juntament amb el de Millor nou artista, Cançó de l'any i Àlbum de l'any). Segons la descripció de la guia dels 54ns Premis Grammy, el premi s'entrega "a senzills publicats comercialment o pistes de nous enregistraments vocals o instrumentals. Poden competir les pistes de l'àlbum d'un any anterior, sempre que no hagi competit la pista l'any anterior i sempre que l'àlbum no guanyés un Grammy. Premi a l'artista o artistes, productor(s), enginyer(s) de gravació i/o mesclador(s) si no és l'artista. Des dels Premis Grammy del 2013, els enginyers de masterització es consideren candidats i destinataris dels premis en aquesta categoria.
El Grammy a la gravació de l'any està relacionat amb, però és conceptualment diferent del Grammy a la cançó de l'any o el Grammy a l'àlbum de l'any:
- Gravació de l'any: s'atorga a un senzill o a una pista d'un àlbum. Aquest premi recau en l'intèrpret, el productor, l'enginyer de gravació i/o el mesclador d'aquesta cançó. En aquest sentit, "gravació" significa una cançó gravada en particular, no la seva composició o un àlbum de cançons.
- Cançó de l'any: també s'atorga a un senzill o una pista individual, però el destinatari d'aquest premi és el compositor que realment va escriure les lletres i/o melodies de la cançó. "Cançó" en aquest context es refereix a la cançó com a composició, no la seva gravació.
- Àlbum de l'any: es concedeix a un àlbum sencer i es lliura el premi a l'artista, productor, enginyer de gravació i enginyer de masterització d'aquest àlbum. En aquest context, "àlbum" significa una col·lecció gravada de cançons (un LP, CD o paquet de descàrrega de diverses pistes), no les cançons individuals o les seves composicions.

## Guardonats
Un asterisc (*) indica que aquesta gravació també va guanyar el Grammy a la cançó de l'any.

### Dècada del 1950
| Any  | Guanyador(s)     | Obra                                | Nominats | Ref.  |
| ---- | ---------------- | ----------------------------------- | --- | ----- |
| 1959 | Domenico Modugno | "Nel Blu Dipinto Di Blu (Volare)" * | - "Catch a Falling Star" de Perry Como - "The Chipmunk Song (Christmas Don't Be Late)" de David Seville - "Fever" de Peggy Lee - "Witchcraft" de Frank Sinatra | [ 5 ] |

### Dècada del 1960
| Any  | Guanyador(s)                                                           | Obra                               | Nominats | Ref.   |
| ---- | ---------------------------------------------------------------------- | ---------------------------------- | --- | ------ |
| 1960 | Bobby Darin                                                            | "Mack the Knife"                   | - "A Fool Such as I" d'Elvis Presley - "High Hopes" de Frank Sinatra - "Like Young" d'André Previn - "The Three Bells" de The Browns                                                                    | [ 6 ]  |
| 1961 | Percy Faith                                                            | "Theme from A Summer Place"        | - "Are You Lonesome Tonight?" d'Elvis Presley - "Georgia on My Mind" de Ray Charles - "Mack the Knife" d'Ella Fitzgerald - "Nice 'n' Easy" de Frank Sinatra                                             | [ 7 ]  |
| 1962 | Henry Mancini                                                          | "Moon River" *                     | - "Big Bad John" de Jimmy Dean - "The Second Time Around" de Frank Sinatra - "Take Five" de The Dave Brubeck Quartet - "(Up a) Lazy River" de Si Zentner                                                | [ 8 ]  |
| 1963 | Tony Bennett                                                           | "I Left My Heart in San Francisco" | - "Desafinado" de Stan Getz & Charlie Byrd - "Fly Me to the Moon Bossa Nova" de Joe Harnell and His Orchestra - "I Can't Stop Loving You" de Ray Charles - "What Kind of Fool Am I?" de Sammy Davis Jr. | [ 9 ]  |
| 1964 | Henry Mancini                                                          | "Days of Wine and Roses" *         | - "Dominique" de The Singing Nun - "Happy Days Are Here Again" de Barbra Streisand - "I Wanna Be Around" de Tony Bennett - "Wives and Lovers" de Jack Jones                                             | [ 10 ] |
| 1965 | Astrud Gilberto & Stan Getz                                            | "The Girl from Ipanema"            | - "Downtown" de Petula Clark - "Hello, Dolly!" de Louis Armstrong - "I Want to Hold Your Hand" de The Beatles - "People" de Barbra Streisand                                                            | [ 11 ] |
| 1966 | Herb Alpert & the Tijuana Brass · produït per Herb Alpert & Jerry Moss | "A Taste of Honey"                 | - "Yesterday" de The Beatles - "The 'In' Crowd" de The Ramsey Lewis Trio - "King of the Road" de Roger Miller - "The Shadow of Your Smile" de Tony Bennett                                              | [ 12 ] |
| 1967 | Frank Sinatra · produït per Jimmy Bowen                                | "Strangers in the Night"           | - "Almost Persuaded" de David Houston - "Monday, Monday" de The Mamas & the Papas - "What Now My Love" de Herb Alpert and the Tijuana Brass - "Winchester Cathedral" de The New Vaudeville Band         | [ 13 ] |
| 1968 | The 5th Dimension · produït per Johnny Rivers & Marc Gordon            | "Up, Up and Away" *                | - "By the Time I Get to Phoenix" de Glen Campbell - "My Cup Runneth Over" d'Ed Ames - "Ode to Billie Joe" de Bobbie Gentry - "Somethin' Stupid" de Nancy Sinatra & Frank Sinatra                        | [ 14 ] |
| 1969 | Simon & Garfunkel · produït per Art Garfunkel, Paul Simon & Roy Halee  | "Mrs. Robinson"                    | - "Harper Valley PTA" de Jeannie C. Riley - "Hey Jude" de The Beatles - "Honey" de Bobby Goldsboro - "Wichita Lineman" de Glen Campbell                                                                 | [ 15 ] |

### Dècada del 1970
| Any  | Guanyador(s)                                                          | Obra                                    | Nominats | Ref.   |
| ---- | --------------------------------------------------------------------- | --------------------------------------- | --- | ------ |
| 1970 | The 5th Dimension · produït per Bones Howe                            | "Aquarius/Let the Sunshine In"          | - "A Boy Named Sue" de Johnny Cash - "Is That All There Is?" de Peggy Lee - "Love Theme from Romeo and Juliet" de Henry Mancini - "Spinning Wheel" de Blood, Sweat & Tears                        | [ 16 ] |
| 1971 | Simon & Garfunkel · produït per Art Garfunkel, Paul Simon & Roy Halee | "Bridge over Troubled Water" *          | - "(They Long to Be) Close to You" de Carpenters - "Everything Is Beautiful" de Ray Stevens - "Fire and Rain" de James Taylor - "Let it Be" de The Beatles                                        | [ 17 ] |
| 1972 | Carole King · produït per Lou Adler                                   | "It's Too Late"                         | - "Joy to the World" de Three Dog Night - "My Sweet Lord" de George Harrison - "Theme from Shaft" d'Isaac Hayes - "You've Got a Friend" de James Taylor                                           | [ 18 ] |
| 1973 | Roberta Flack · produït per Joel Dorn                                 | "The First Time Ever I Saw Your Face" * | - "Alone Again (Naturally)" de Gilbert O'Sullivan - "American Pie" de Don McLean - "Song Sung Blue" de Neil Diamond - "Without You" de Nilsson                                                    | [ 19 ] |
| 1974 | Roberta Flack · produït per Joel Dorn                                 | "Killing Me Softly with His Song" *     | - "Bad, Bad Leroy Brown" de Jim Croce - "Behind Closed Doors" de Charlie Rich - "You Are the Sunshine of My Life" de Stevie Wonder - "You're So Vain" de Carly Simon                              | [ 20 ] |
| 1975 | Olivia Newton-John · produït per John Farrar                          | "I Honestly Love You"                   | - "Don't Let the Sun Go Down on Me" d'Elton John - "Feel Like Makin' Love" de Roberta Flack - "Help Me" de Joni Mitchell - "Midnight at the Oasis" de Maria Muldaur                               | [ 21 ] |
| 1976 | Captain & Tennille · produït per Daryl Dragon                         | "Love Will Keep Us Together"            | - "At Seventeen" de Janis Ian - "Lyin' Eyes" d'Eagles - "Mandy" de Barry Manilow - "Rhinestone Cowboy" de Glen Campbell                                                                           | [ 22 ] |
| 1977 | George Benson · produït per Tommy LiPuma                              | "This Masquerade"                       | - "Afternoon Delight" de Starland Vocal Band - "50 Ways to Leave Your Lover" de Paul Simon - "I Write the Songs" de Barry Manilow - "If You Leave Me Now" de Chicago                              | [ 23 ] |
| 1978 | Eagles · produït per Bill Szymczyk                                    | "Hotel California"                      | - "Blue Bayou" de Linda Ronstadt - "Don't It Make My Brown Eyes Blue" de Crystal Gayle - "Evergreen (Love Theme from A Star Is Born)" de Barbra Streisand - "You Light Up My Life" de Debby Boone | [ 24 ] |
| 1979 | Billy Joel · produït per Phil Ramone                                  | "Just the Way You Are" *                | - "Baker Street" de Gerry Rafferty - "Feels So Good" de Chuck Mangione - "Stayin' Alive" de Bee Gees - "You Needed Me" d'Anne Murray                                                              | [ 25 ] |

### Dècada del 1980
| Any  | Guanyador(s)                                                 | Obra                                                  | Nominats | Ref.   |
| ---- | ------------------------------------------------------------ | ----------------------------------------------------- | --- | ------ |
| 1980 | The Doobie Brothers · produït per Ted Templeman              | "What a Fool Believes" *                              | - "After the Love Has Gone" d'Earth, Wind & Fire - "I Will Survive" de Gloria Gaynor - "The Gambler" de Kenny Rogers - "You Don't Bring Me Flowers" de Barbra Streisand & Neil Diamond                                      | [ 26 ] |
| 1981 | Christopher Cross · produït per Michael Omartian             | "Sailing" *                                           | - "The Rose" de Bette Midler - "Lady" de Kenny Rogers - "Theme from New York, New York" de Frank Sinatra - "Woman in Love" de Barbra Streisand                                                                              | [ 26 ] |
| 1982 | Kim Carnes · produït per Val Garay                           | "Bette Davis Eyes" *                                  | - "Arthur's Theme (Best That You Can Do)" de Christopher Cross - "(Just Like) Starting Over" de John Lennon - "Endless Love" de Diana Ross i Lionel Richie - "Just the Two of Us" de Grover Washington Jr. amb Bill Withers | [ 26 ] |
| 1983 | Toto · produït per Toto                                      | "Rosanna"                                             | - "Steppin' Out" de Joe Jackson - "Ebony and Ivory" de Paul McCartney i Stevie Wonder - "Always on My Mind" de Willie Nelson - "Chariots of Fire" de Vangelis                                                               | [ 26 ] |
| 1984 | Michael Jackson · produït per Michael Jackson & Quincy Jones | "Beat It"                                             | - "Flashdance... What a Feeling" d'Irene Cara - "Every Breath You Take" de The Police - "All Night Long (All Night)" de Lionel Richie - "Maniac" de Michael Sembello                                                        | [ 26 ] |
| 1985 | Tina Turner · produït per Terry Britten                      | "What's Love Got to Do with It" *                     | - "Hard Habit to Break" de Chicago - "Girls Just Want to Have Fun" de Cyndi Lauper - "The Heart of Rock & Roll" de Huey Lewis and the News - "Dancing in the Dark" de Bruce Springsteen                                     | [ 26 ] |
| 1986 | USA for Africa · produït per Quincy Jones                    | "We Are the WorldWe Are the World (USA for Africa)" * | - "Money for Nothing" de Dire Straits - "The Boys of Summer" de Don Henley - "The Power of Love" de Huey Lewis and the News - "Born in the U.S.A." de Bruce Springsteen                                                     | [ 26 ] |
| 1987 | Steve Winwood · produït per Russ Titelman & Steve Winwood    | "Higher Love"                                         | - "Sledgehammer" de Peter Gabriel - "Greatest Love of All" de Whitney Houston - "Addicted to Love" de Robert Palmer - "That's What Friends Are For" de Dionne Warwick & Friends (Elton John, Gladys Knight & Stevie Wonder) | [ 26 ] |
| 1988 | Paul Simon · produït per Paul Simon                          | "Graceland"                                           | - "La Bamba" de Los Lobos - "I Still Haven't Found What I'm Looking For" d'U2 - "Luka" de Suzanne Vega - "Back in the High Life Again" de Steve Winwood                                                                     | [ 26 ] |
| 1989 | Bobby McFerrin · produït per Linda Goldstein                 | "Don't Worry, Be Happy" *                             | - "Giving You the Best That I Got" d'Anita Baker - "Fast Car" de Tracy Chapman - "Man in the Mirror" de Michael Jackson - "Roll With It" de Steve Winwood                                                                   | [ 26 ] |

### Dècada del 1990
| Any  | Guanyador(s) | Obra                      | Nominats | Ref.   |
| ---- | --- | ------------------------- | --- | ------ |
| 1990 | Bette Midler · produït per Arif Mardin | "Wind Beneath My Wings" * | - "The End of the Innocence" de Don Henley - "She Drives Me Crazy" de Fine Young Cannibals - "We Didn't Start the Fire" de Billy Joel - "The Living Years" de Mike + The Mechanics          | [ 26 ] |
| 1991 | Phil Collins · produït per Hugh Padgham & Phil Collins | "Another Day in Paradise" | - "Vision of Love" de Mariah Carey - "U Can't Touch This" de MC Hammer - "From a Distance" de Bette Midler - "Nothing Compares 2 U" de Sinéad O'Connor                                      | [ 26 ] |
| 1992 | Natalie Cole (With Nat King Cole) · produït per David Foster | "Unforgettable" *         | - "(Everything I Do) I Do It for You" de Bryan Adams - "Baby Baby" d'Amy Grant - "Something to Talk About" de Bonnie Raitt - "Losing My Religion" de R.E.M.                                 | [ 26 ] |
| 1993 | Eric Clapton · produït per Russ Titelman | "Tears in Heaven" *       | - "Achy Breaky Heart" de Billy Ray Cyrus - "Beauty and the Beast" de Celine Dion & Peabo Bryson - "Constant Craving" de k.d. lang - "Save the Best for Last" de Vanessa Williams            | [ 26 ] |
| 1994 | Whitney Houston · produït per David Foster | "I Will Always Love You"  | - "A Whole New World" de Peabo Bryson & Regina Belle - "The River of Dreams" de Billy Joel - "If I Ever Lose My Faith in You" de Sting - "Harvest Moon" de Neil Young                       | [ 26 ] |
| 1995 | Sheryl Crow · produït per Bill Bottrell | "All I Wanna Do"          | - "I'll Make Love to You" de Boyz II Men - "He Thinks He'll Keep Her" de Mary Chapin Carpenter - "Love Sneakin' Up On You" de Bonnie Raitt - "Streets of Philadelphia" de Bruce Springsteen | [ 27 ] |
| 1996 | Seal · produït per Trevor Horn | "Kiss from a Rose" *      | - "One Sweet Day" de Mariah Carey & Boyz II Men - "Gangsta's Paradise" de Coolio - "One of Us" de Joan Osborne - "Waterfalls" de TLC                                                        | [ 28 ] |
| 1997 | Eric Clapton · produït per Babyface | "Change the World" *      | - "Give Me One Reason" de Tracy Chapman - "Because You Loved Me" de Celine Dion - "Ironic" d'Alanis Morissette - "1979" de The Smashing Pumpkins                                            | [ 29 ] |
| 1998 | Shawn Colvin · produït per John Leventhal | "Sunny Came Home" *       | - "Where Have All the Cowboys Gone?" de Paula Cole - "Everyday Is a Winding Road" de Sheryl Crow - "MMMBop" de Hanson - "I Believe I Can Fly" de R. Kelly                                   | [ 30 ] |
| 1999 | Celine Dion · enginyers de gravació/mescladors: David Gleeson, Humberto Gatica & Simon Franglen; · produït per James Horner, Simon Franglen & Walter Afanasieff | "My Heart Will Go On" *   | - "The Boy Is Mine" de Brandy & Monica - "Iris" de Goo Goo Dolls - "Ray of Light" de Madonna - "You're Still the One" de Shania Twain                                                       | [ 31 ] |

### Dècada del 2000
| Any  | Guanyador(s) | Obra                         | Nominats | Ref.   |
| ---- | --- | ---------------------------- | --- | ------ |
| 2000 | Santana featuring Rob Thomas · enginyers de gravació/mescladors: David Thoener; · produït per Matt Serletic                                        | "Smooth" *                   | - "I Want It That Way" de Backstreet Boys - "Believe" de Cher - "Livin' la Vida Loca" de Ricky Martin - "No Scrubs" de TLC                                          | [ 32 ] |
| 2001 | U2 · enginyers de gravació/mescladors: Richard Rainey & Steve Lillywhite; · produït per Brian Eno & Daniel Lanois                                  | "Beautiful Day" *            | - "Say My Name" de Destiny's Child - "I Try" de Macy Gray - "Music" de Madonna - "Bye Bye Bye" de *NSYNC                                                            | [ 33 ] |
| 2002 | U2 · enginyers de gravació/mescladors: Richard Rainey & Steve Lillywhite; · produït per Brian Eno & Daniel Lanois                                  | "Walk On"                    | - "Video" d'India.Arie - "Fallin'" d'Alicia Keys - "Ms. Jackson" d'OutKast - "Drops of Jupiter (Tell Me)" de Train                                                  | [ 34 ] |
| 2003 | Norah Jones · enginyers de gravació/mescladors: Jay Newland; · produït per Arif Mardin, Jay Newland & Norah Jones                                  | "Don't Know Why" *           | - "A Thousand Miles" de Vanessa Carlton - "Without Me" d'Eminem - "Dilemma" de Nelly & Kelly Rowland - "How You Remind Me" de Nickelback                            | [ 35 ] |
| 2004 | Coldplay · enginyers de gravació/mescladors: Coldplay, Ken Nelson & Mark Phythian; · produït per Coldplay & Ken Nelson                             | "Clocks"                     | - "Crazy in Love" de Beyoncé & Jay Z - "Where Is the Love?" de The Black Eyed Peas & Justin Timberlake - "Lose Yourself" d'Eminem - "Hey Ya!" d'OutKast             | [ 36 ] |
| 2005 | Ray Charles & Norah Jones · enginyers de gravació/mescladors: Al Schmitt, Mark Fleming & Terry Howard; · produït per John R. Burk                  | "Here We Go Again"           | - "Let's Get It Started" de The Black Eyed Peas - "American Idiot" de Green Day - "Heaven" de Los Lonely Boys - "Yeah" d'Usher featuring Lil Jon & Ludacris         | [ 37 ] |
| 2006 | Green Day · enginyers de gravació/mescladors: Chris Lord-Alge & Doug McKean; · produït per Green Day & Rob Cavallo                                 | "Boulevard of Broken Dreams" | - "We Belong Together" de Mariah Carey - "Feel Good Inc." de Gorillaz - "Hollaback Girl" de Gwen Stefani - "Gold Digger" de Kanye West                              | [ 38 ] |
| 2007 | Dixie Chicks · enginyers de gravació/mescladors: Chris Testa, Jim Scott & Richard Dodd; · produït per Rick Rubin                                   | "Not Ready to Make Nice" *   | - "Be Without You" de Mary J. Blige - "You're Beautiful" de James Blunt - "Crazy" de Gnarls Barkley - "Put Your Records On" de Corinne Bailey Rae                   | [ 39 ] |
| 2008 | Amy Winehouse · enginyers de gravació/mescladors: Tom Elmhirst, Vaughan Merrick, Dom Morley, Mark Ronson & Gabriel Roth; · produït per Mark Ronson | "Rehab" *                    | - "Irreplaceable" de Beyoncé - "The Pretender" de Foo Fighters - "Umbrella" de Rihanna featuring Jay Z - "What Goes Around.../...Comes Around" de Justin Timberlake | [ 40 ] |
| 2009 | Alison Krauss & Robert Plant · enginyers de gravació/mescladors: Mike Piersante; · produït per T-Bone Burnett                                      | "Please Read the Letter"     | - "Chasing Pavements" d'Adele - "Viva la Vida" de Coldplay - "Bleeding Love" de Leona Lewis - "Paper Planes" de M.I.A.                                              | [ 41 ] |

### Dècada del 2010
| Any  | Guanyador(s) | Obra                                | Nominats | Ref.   |
| ---- | --- | ----------------------------------- | --- | ------ |
| 2010 | Kings of Leon · enginyers de gravació/mescladors: Jacquire King; · produït per Jacquire King & Angelo Petraglia | "Use Somebody"                      | - "Halo" de Beyoncé - "I Gotta Feeling" de The Black Eyed Peas - "Poker Face" de Lady Gaga - "You Belong with Me" de Taylor Swift | [ 42 ] |
| 2011 | Lady Antebellum · enginyers de gravació/mescladors: Clarke Schleicher; · produït per Lady Antebellum & Paul Worley | "Need You Now" *                    | - "Nothin' on You" de B.o.B featuring Bruno Mars - "Love the Way You Lie" d'Eminem featuring Rihanna - "F**k You" de CeeLo Green - "Empire State of Mind" de Jay Z featuring Alicia Keys                                                                                              | [ 43 ] |
| 2012 | Adele · enginyers de gravació/mescladors: Tom Elmhirst & Mark Rankin; · produït per Paul Epworth | "Rolling in the Deep" *             | - "Holocene" de Bon Iver - "Grenade" de Bruno Mars - "The Cave" de Mumford & Sons - "Firework" de Katy Perry | [ 44 ] |
| 2013 | Gotye featuring Kimbra · enginyers de gravació/mescladors: Gotye, François Tétaz & William Bowden; · enginyer de masterització: William Bowden; · produït per Gotye | "Somebody That I Used to Know"      | - "Lonely Boy" de The Black Keys - "Stronger (What Doesn't Kill You)" de Kelly Clarkson - "We Are Young" de Fun. featuring Janelle Monáe - "Thinkin Bout You" de Frank Ocean - "We Are Never Ever Getting Back Together" de Taylor Swift                                              | [ 45 ] |
| 2014 | Daft Punk featuring Pharrell Williams & Nile Rodgers · produït per Thomas Bangalter & Guy-Manuel de Homem-Christo; · enginyers de gravació/mescladors: Peter Franco, Mick Guzauski, Florian Lagatta & Daniel Lerner; · enginyer de masterització: Antoine "Chab" Chabert & Bob Ludwig                          | "Get Lucky"                         | - "Radioactive" d'Imagine Dragons - "Royals" de Lorde - "Locked Out of Heaven" de Bruno Mars - "Blurred Lines" de Robin Thicke featuring T.I. & Pharrell Williams | [ 46 ] |
| 2015 | Sam Smith · produït per Steve Fitzmaurice, Rodney Jerkins & Jimmy Napes; · enginyers de gravació/mescladors: Steve Fitzmaurice, Jimmy Napes & Steve Price; · enginyer de masterització: Tom Coyne | "Stay with Me" (versió Darkchild) * | - "Fancy" d'Iggy Azalea featuring Charli XCX - "Chandelier" de Sia - "Shake It Off" de Taylor Swift - "All About That Bass" de Meghan Trainor | [ 47 ] |
| 2016 | Mark Ronson featuring Bruno Mars · produït per Jeff Bhasker, Philip Lawrence, Bruno Mars & Mark Ronson; · enginyers de gravació/mescladors: Josh Blair, Riccardo Damian, Serban Ghenea, Wayne Gordon, John Hanes, Inaam Haq, Boo Mitchell, Charles Moniz & Mark Ronson; · enginyer de masterització: Tom Coyne | "Uptown Funk"                       | - "Really Love" de D'Angelo & The Vanguard - "Thinking Out Loud" d'Ed Sheeran - "Blank Space" de Taylor Swift - "Can't Feel My Face" de The Weeknd | [ 48 ] |
| 2017 | Adele · produït per Greg Kurstin; · enginyers de gravació/mescladors: Julian Burg, Tom Elmhirst, Emile Haynie, Greg Kurstin, Liam Nolan, Alex Pasco & Joe Visciano; · enginyer de masterització: Tom Coyne & Randy Merrill                                                                                     | "Hello" *                           | - "Formation" de Beyoncé - "7 Years" de Lukas Graham - "Work" de Rihanna featuring Drake - "Stressed Out" de Twenty One Pilots | [ 49 ] |
| 2018 | Bruno Mars · produït per Shampoo Press & Curl; · enginyers de gravació/mescladors: Serban Ghenea, John Hanes & Charles Moniz; · enginyer de masterització: Tom Coyne | "24K Magic"                         | - "Redbone" de Childish Gambino - "Despacito (Remix)" de Luis Fonsi i Daddy Yankee featuring Justin Bieber - "The Story of O.J." de Jay-Z - "Humble" de Kendrick Lamar | [ 50 ] |
| 2019 | Childish Gambino · produït per Donald Glover & Ludwig Göransson; · enginyers de gravació/mescladors: Derek "MixedByAli" Ali, Riley Mackin & Shaan Singh; · enginyer de masterització: Mike Bozzi | "This Is America" *                 | - "I Like It" de Cardi B, Bad Bunny & J Balvin - "The Joke" de Brandi Carlile - "God's Plan" de Drake - "Shallow" de Lady Gaga & Bradley Cooper - "All the Stars" de Kendrick Lamar & SZA - "Rockstar" de Post Malone featuring 21 Savage - "The Middle" de Zedd, Maren Morris & Grey | [ 51 ] |